# ليفوميلناسيبران
ليفوميلناسيبران (Levomilnacipran)، الذي يباع تحت الإسم التجاري Fetzima (فتزيما)، هو مضاد للاكتئاب يستخدم لعلاج اضطراب الاكتئاب الشديد خاصة. ورغم أنه لم يوافق عليه كعلاج للفيبروميالجيا ، فإن الدواء المشابه ميلناسيبران مسموح به بالمقابل. و يؤخذ عن طريق الفم.

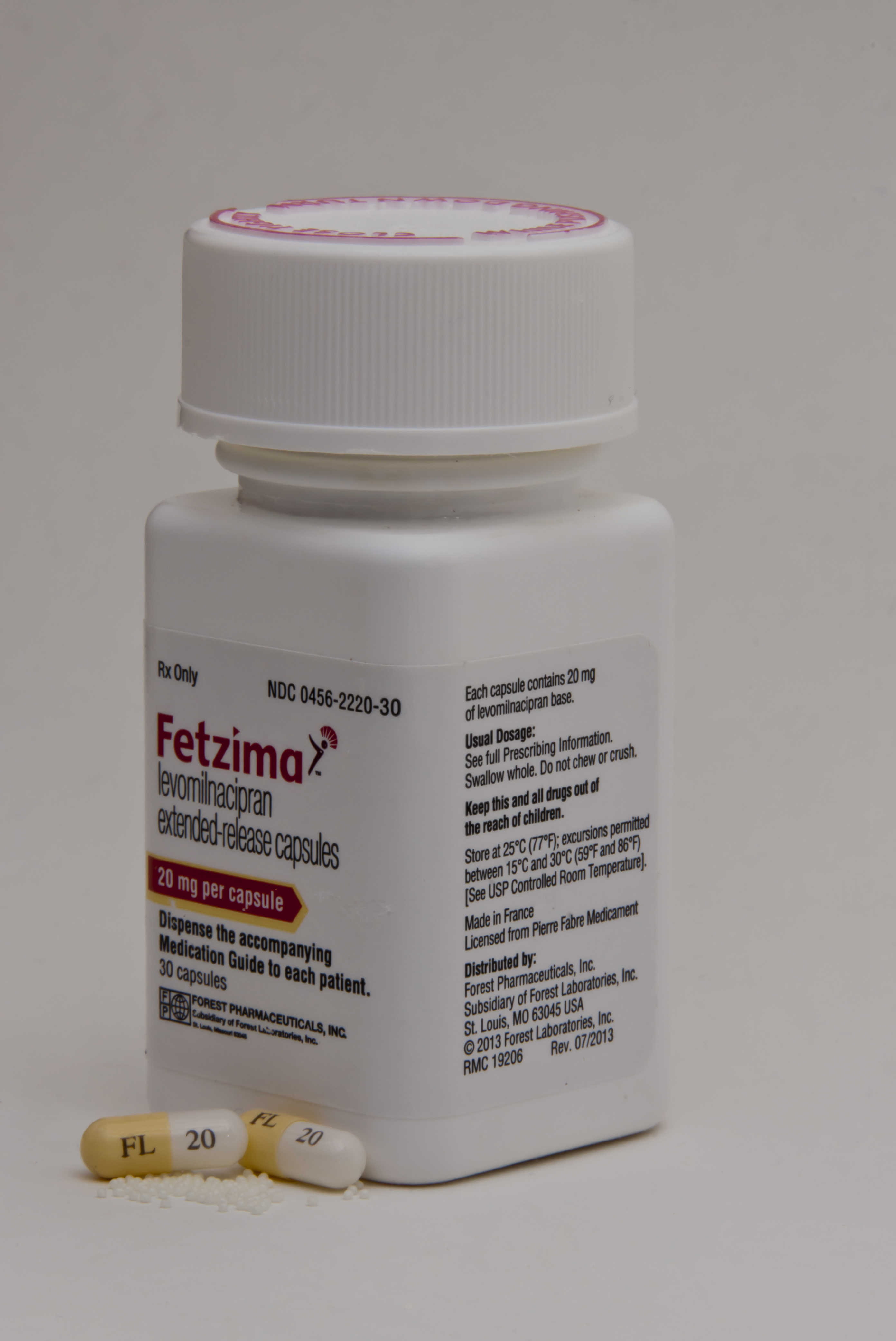
زجاجة فيتزيما.

تشمل الآثار الجانبية الشائعة ما يلي: الغثيان و الامساك و زيادة التعرق والخلل الجنسي و خفقان القلب. قد تشمل الآثار الجانبية الأخرى أيضا: الانتحار لدى الأشخاص الذين تقل أعمارهم عن 25 عامًا، ومتلازمة السيروتونين، و ارتفاع ضغط الدم، و النزيف، والهوس، واحتباس البول. فيما يخص السلامة أثناء الحمل فغير واضحة تماما. وهو مثبط إعادة امتصاص السيروتونين والنورإبينفرين (SNRI) ومضاد للميلناسيبران.
تمت الموافقة على استخدامه طبيًا في الولايات المتحدة في عام 2013 و كندا في 2015. و رفضت الموافقة عليه في أستراليا في عام 2016 و لم يتم تقديم طلب للحصول عليه في أوروبا. في الولايات المتحدة تبلغ التكلفة حوالي 430 دولارًا أمريكيًا شهريًا ابتداء من عام 2021.